# Patas d'Illiers
 (août 2025).
Si vous disposez d'ouvrages ou d'articles de référence ou si vous connaissez des sites web de qualité traitant du thème abordé ici, merci de compléter l'article en donnant les références utiles à sa vérifiabilité et en les liant à la section « Notes et références ».
Patas d'Illiers est une famille subsistante de la noblesse française d’Ancien Régime, originaire d’Orléans, connue notamment par :
- Gaston d'Illiers (1876-1932), sculpteur animalier français, frère de Louis ;
- Louis d'Illiers (1880-1953), écrivain et historien français, frère de Gaston[1].